# Cublà de Gàmbia
El cublà de Gàmbia (Dryoscopus gambensis) és un ocell de la família dels malaconòtids (Malaconotidae).

## Hàbitat i distribució
Habita boscos de les terres altes del Senegal, Gàmbia i sud de Mauritània i sud de Mali, Guinea Bissau, Guinea, Sierra Leone, Libèria, Burkina Faso, Costa d'Ivori, Ghana, Togo, Benín i sud de Níger, Nigèria, Camerun, Guinea Equatorial, el Gabon, República del Congo, Cabinda, República Centreafricana i sud de Txad i Sudan del Sud fins Etiòpia, Eritrea, Somàlia i cap al sud al sud-oest, nord-est i centre de la República Democràtica del Congo, Burundi, Ruanda, Uganda, nord-oest de Tanzània i nord-oest de Kenya.